# 에스바예의 로베르 3세
루트페르트라고도 불린 로베르 3세 (800-834)는 프랑크계 귀족 가문인 로베르 가문의 보름즈 백작이자 라인가우 백작이다. 그는 에스바예의 로베르 2세의 아들이다.
그의 아내 빌트뤼드와 그는 적자 하나를 낳게 되는데 바로 호담공 로베르이다. 그는 트로예 백작 외드 1세와 보름스가우 백작 군트람의 부친으로 추정된다. 그의 8촌은 루도비쿠스 1세 피우스의 아내인 에르망가르드 드 에스바예이다. 그의 6촌으로는 메츠의 대주교이자 로르쉬 수도원의 수도원장인 크로도강구스 주교가 있다. 호담공 로베르를 통해 그는 서 프랑크 왕국의 두 왕, 오도 1세와 로베르투스 1세의 조부가 된다. 그는 카페 왕조 개창자인 위그 카페의 고조부이다. 

## 참고 자료
- Riché, Pierre. 《The Carolingians, a Family that Forged Europe》.